# 星野仙一物語 〜亡き妻へ贈る言葉
『星野仙一物語〜亡き妻へ贈る言葉』（ほしのせんいちものがたり・なきつまへおくることば）は、2005年1月2日の21:00 - 23:24（JST）に、TBSとAVECの制作でTBSをキー局にJNN28局ネットで放送されたスペシャルドラマ。視聴率は7.9%。

## 概要
星野仙一の、中日ドラゴンズ監督要請から就任（1986年 - 1987年）、最愛の妻の死とナゴヤドーム完成（1997年）を経て阪神タイガースを18年ぶりの優勝へ導く（2003年）までを描いた作品であり、主人公の星野仙一役を星野本人と親交のあるとんねるずの石橋貴明が演じた。星野が在籍した中日・阪神両球団が撮影協力に携わっていることや、東名阪テレビネットワーク完成30周年記念番組でもあるため、中部日本放送（CBC）、毎日放送（MBS）も制作に参加している。
本作は主に“私”としての星野を描いているため、“公”のシーンは後述を除きほとんどなく、登場するドラゴンズの選手名も権利関係上から星野の監督時代には在籍していなかった姓が中心であり、中日・阪神以外の球団名は一切登場しない。また、ナゴヤ球場でのロケも行われ、石橋扮する中日監督時代の星野が同球場のベンチ内で扇風機を叩き壊すシーンや当時ベンチ上に書かれていたリョービの広告も忠実に再現された。

## 配役
実話に基づいたフィクションのため、星野夫妻と島野育夫以外は全て架空の姓名となっている。
- 星野仙一 - 石橋貴明
- 星野扶沙子（星野の妻）- 黒木瞳
- 星野亜紀（星野の長女）- 内山理名
- 星野佳織（星野の次女）- 上原多香子
- 島野育夫 - 宅麻伸
- 島野真知子（島野の妻）- 岡まゆみ
- 島野恵美（島野の娘）- 斉木のか
- 佐々木一彦（亜紀の婚約者）- 玉山鉄二
- 小原茂樹（身体に障害を持つ星野の幼馴染）- 石黒賢[3]
- 遠山早苗（茂樹が入院している病院の看護婦）- 岡本綾
- 佐藤圭作（ドラゴンズ球団広報） - 吹越満
- 女性スポーツキャスター - 木場弘子[4]
- タクシー運転手 - 勝俣州和
- ドラゴンズ選手A（役名なし）- 山﨑賢太[5]
- 高山（ドラゴンズ選手の妻）- 白石美帆
- 実況アナウンサー（共に声のみの出演） - 伊藤敦基（CBC） 、赤木誠（MBS）
- 茂樹の母 - 野際陽子
- 相沢公子（扶沙子の母）- 八千草薫
- 神保悟志、佐渡稔　ほか

## スタッフ
- 脚本 - 吉本昌弘
- 演出 - 中島悟
- 撮影協力 - 中日ドラゴンズ、阪神タイガース、ナゴヤドーム、全国中日ドラゴンズ私設応援団連合
- 選曲 - 石井和之
- 技術協力 - 東通
- 美術協力 - アックス
- 制作協力 - 中部日本放送、毎日放送
- 企画 - 福岡秀広、小玉滋彦、阿部祐三
- プロデュース - 井下倫子、和田豊彦、柴崎正
- 企画協力 - 株式会社星の企画
- 制作 - TBS、AVEC